# Kiefern-Braunporling
Der ungenießbare Kiefern-Braunporling (Phaeolus spadiceus, Syn. Phaeolus schweinitzii) ist eine Pilzart aus der Familie der Baumschwammverwandten. Der Pilz wird auch Fichten-Braunporling, Gelber Braunporling oder Nadelholz-Braunporling genannt. Es ist ein braungelber Porling, der als Wurzelparasit am Fuße von Nadelbäumen wächst und olivgelbliche bis -bräunliche und oft labyrinthische Röhren hat. Junge, noch gelbliche Fruchtkörper flecken bräunlich. Die Fruchtkörper erscheinen von Juni bis Oktober.

## Merkmale

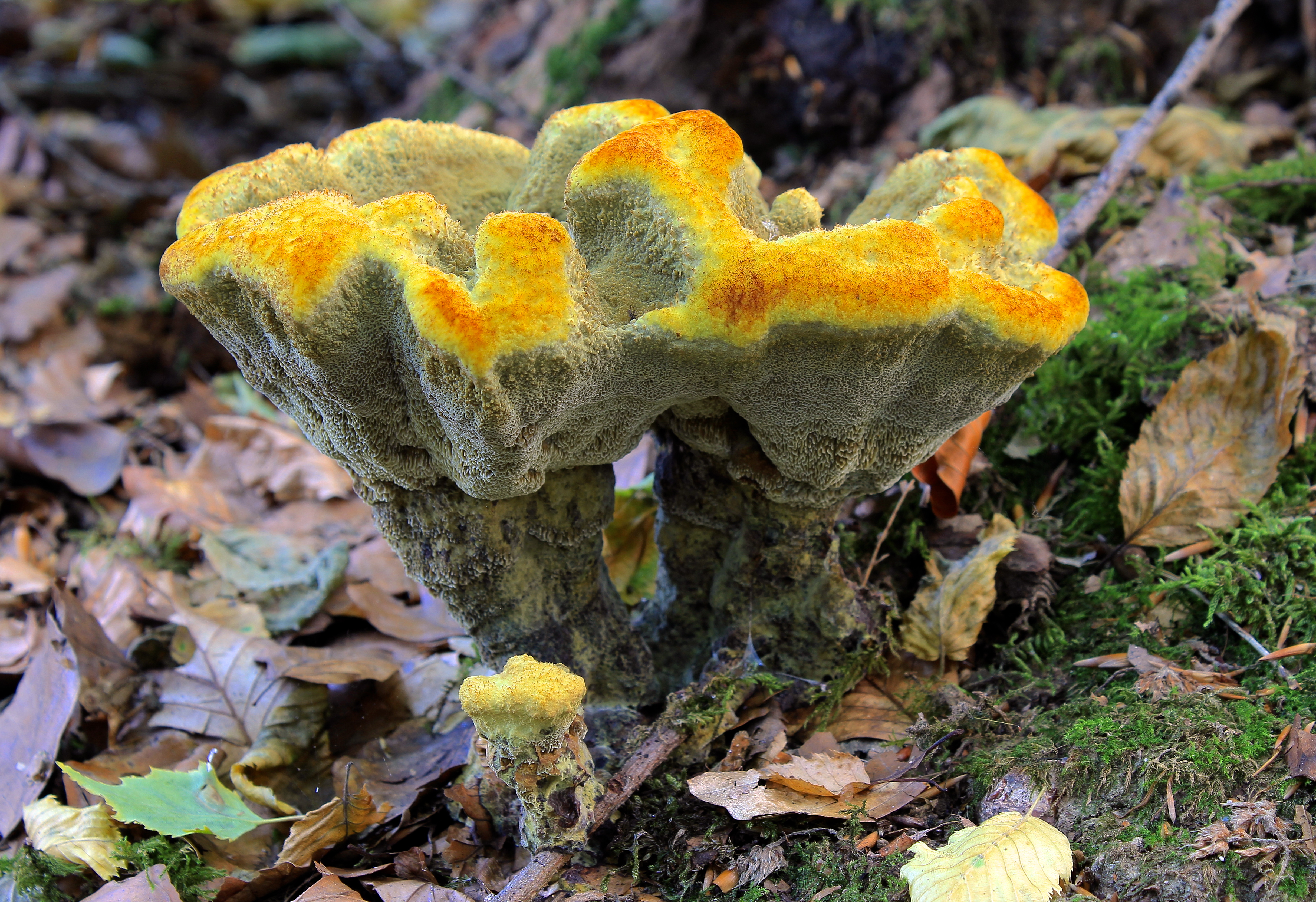
Junge Exemplare des Kiefern-Braunporlings

### Makroskopische Merkmale
Die flachen, unregelmäßig kreisel- bis tellerförmigen Fruchtkörper sind 10–30 cm breit und werden bis zu 10 cm hoch. Sie können auch zu mehreren verwachsen oder sich dachziegelig überdecken, Fremdkörper wie Zweige, Stängel oder Halme werden umwachsen. Die Oberfläche ist wellig-höckerig, filzig bis zottig und matt. Jung kann der Fruchtkörper mehr oder weniger konzentrisch gezont sein. Die Randzone ist in der Wachstumsphase schön schwefelgelb, orangegelb bis grüngelb gefärbt, die Mitte ist dunkelbraun und im Alter gänzlich rotbraun bis schwarzbraun.
Die Röhren sind 3–10 cm lang. Die Mündungen der Poren sind rundlich bis verlängert und etwas labyrinthisch. Die Poren sind relativ fein (ca. 1–2 pro mm) und frisch gelblich bis schmutzig olivgelblich und später rostbraun gefärbt. Bei Berührung flecken sie sofort dunkelbraun. Das Sporenpulver ist cremegelblich.
Der kurze, stämmige, nach oben hin meist dicker werdende Stiel ist dunkelbraun. Er kann mitunter aber auch fast völlig fehlen. Das anfangs rostgelbliche Fleisch ist 1–3 cm dick und jung weich und saftig. Später wird es trocken, korkig und zäh und ist dann rostbraun gefärbt. Alte Fruchtkörper sind auffallend leicht. Das Fleisch hat einen unauffälligen Geruch und schmeckt leicht säuerlich.

### Mikroskopische Merkmale
Die glatten, elliptischen und inamyloiden Sporen sind 5–8 µm lang und 3,5–4,5 µm breit. Die Zystiden sind dünnwandig.

## Artabgrenzung
Eigentlich sind nur sehr junge, weichfleischige, röhrenlose Exemplare schwerer zu bestimmen. Typisch ist, dass die mehr oder weniger gelben Fruchtkörper an Druckstellen dunkelbraun flecken. Recht ähnlich kann der Dreieckige Filzporling (Onnia triqueter) sein. Er hat kleinere Fruchtkörper und besitzt im Hymenium Seten. Der Filzporling wächst gern auf der Stirnfläche von Kiefernstümpfen.

## Ökologie

Europäische Länder mit Nachweisen des Kiefern-Braunporlings.
Länder mit Fundmeldungen
Länder ohne Nachweise
keine Daten
außereuropäische Länder

In und außerhalb von Wäldern ist der Kiefern-Braunporling weder an bestimmte Bodentypen noch an bestimmte Waldgesellschaften gebunden. Er bevorzugt aber Kieferforste, die mehr oder weniger stickstoffbelastet sind. Man findet den Pilz an Waldwegen, Waldrändern, auf Lichtungen und in Parkanlagen. Der Kiefern-Braunporling ist ein gefährlicher Baumwurzelparasit und Holzsaprobiont. Er dringt in die Wurzeln älterer oder kränkelnder Bäume ein und gelangt von dort in das Kernholz des unteren Stammbereiches. Dabei erzeugt er eine Würfel-Braunfäule, bei der das angegriffene Holz würfelartig zerfällt. Das befallene Holz hat einen charakteristischen, terpentinartigen Geruch. Die Fruchtkörper sitzen oberirdisch an flachen Wurzeln, an Wurzelhälsen oder an der Stammbasis noch lebender oder bereits abgestorbener Bäume und Stümpfe. Dort verbleibt der Braunporling bis zur Finalphase der Vermorschung.
Auch wenn der Pilz bevorzugt Kiefern angreift, kann man ihn auch an anderen Nadelbäumen, besonders an Fichten, Lärchen und Douglasien finden. In seltenen Fällen wurde er auch an Laubbäumen beobachtet. Die Fruchtkörper können das ganze Jahr über gefunden werden. Junge Exemplare erscheinen gewöhnlich von Mai bis zum Herbst. Die Entwicklung vom reifen Fruchtkörper bis zur Sporenreife dauert etwas länger als zwei Wochen. Der Pilz beginnt erst zu sporulieren, wenn das sommerliche Temperaturmaximum überschritten ist und die Durchschnittstemperaturen unter 15 °C abfallen. Die Sporulationsperiode dauert 3–4 Monate, das Mycel kann bis zu 6–8 Jahre lang immer wieder neue Fruchtkörper hervorbringen.

## Verbreitung
In Europa ist der Kiefern-Braunporling besonders im Nordwesten sehr häufig. Er kommt aber in ganz Europa vor und ist wohl nirgends selten. Im Norden reicht sein Verbreitungsgebiet in Norwegen bis zum 69., in Schweden bis zum 68. und in Finnland bis 63. Breitengrad, nach Osten hin ist er über ganz Russland verbreitet. In den Tropen wächst er gemeinhin an verschiedenen Laubbaumarten, in der Holarktis (Nordamerika, Kanaren, Nordafrika, Europa, Kleinasien und dem Kaukasus) findet man ihn vorzugsweise an Nadelbäumen.

## Bedeutung

Hispidin ist ein gelbbrauner Farbstoff, der bei verschiedenen Baumpilzen gefunden wurde.

Der Kiefern-Braunporling ist ein wichtiger und weitverbreiteter Holzzerstörer. Besonders im ozeanischen Nordwesteuropa verursacht der Pilz große wirtschaftliche Schäden. Mit dem Braunporling können proteinhaltige Naturfasern wie Seide und Wolle gefärbt werden. Je nach Färbeverfahren können mit ihm gelbe bis braune Färbungen erzielt werden. Der wichtigste Farbstoff, den der Pilz bildet, ist das gelbbraune Hispidin, das der Pilz in großer Menge erzeugt. Außerdem wurden zahlreiche weitere Farbstoffe isoliert, die sich alle vom Hispidin ableiten. Das Hispidin hat seinen Namen vom Zottigen Schillerporling (Inonotus hispidus), aus dem der Farbstoff zuerst isoliert wurde.
Der Pilz ist in allen Entwicklungsstadien ungenießbar und nicht für die Küche geeignet.